# Босасо
Босасо е град в Сомалия. Населението му е 433 471 жители (прибл. оценка). Допълнително в покрайнините на града има още 50 000 бежанци дошли от конфликтните райони в Южна Сомалия. Градът се намира в часова зона UTC+3 в северната част на страната на южния бряг на Аденския залив. Според Перипъла на Еритрейското море древните гърци са плавали до града.